# Безплатна газета

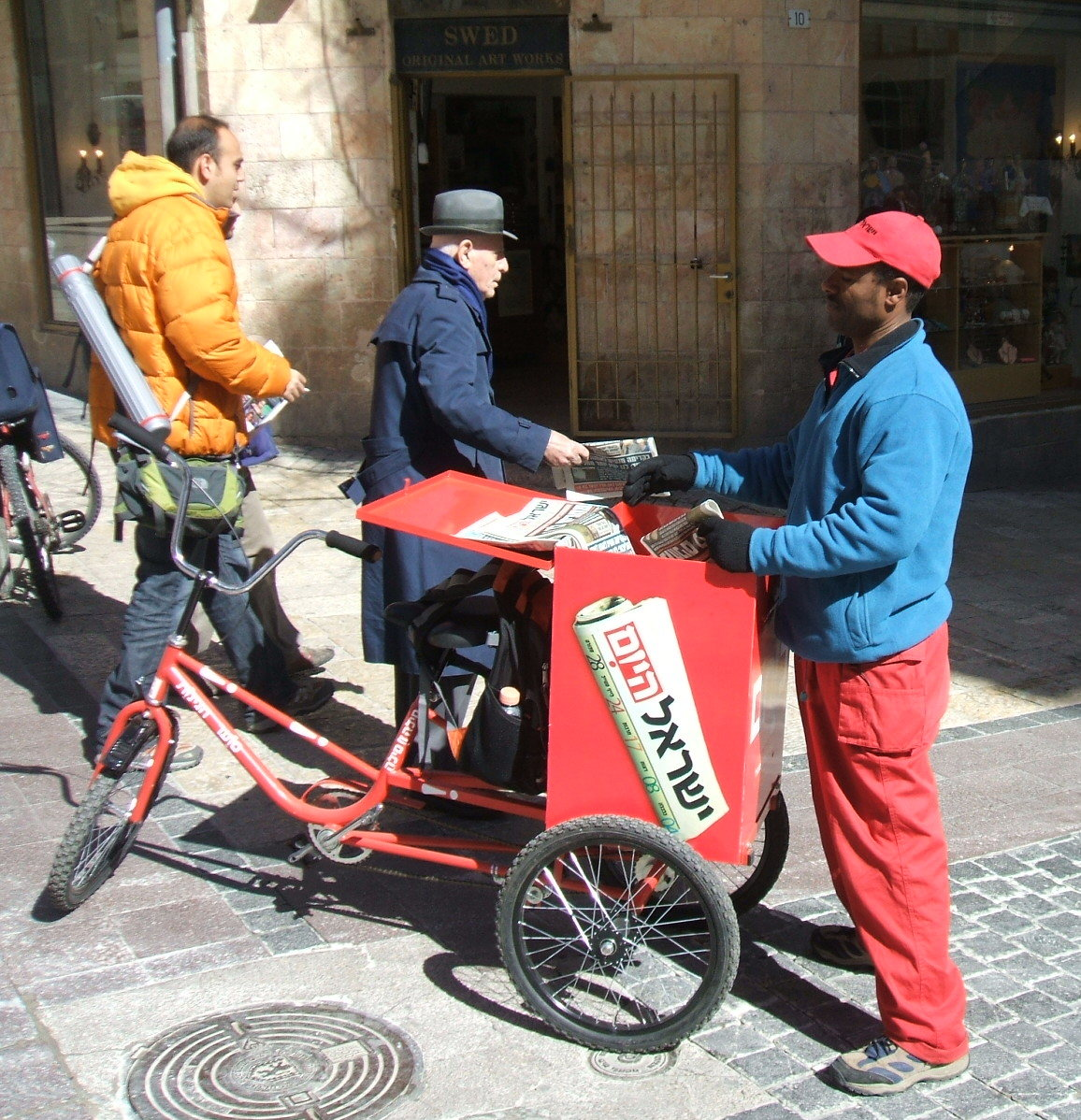
Примірники «Ісраель Хайом» розповсюджуються в Єрусалимі.

Безплатні газети розповсюджуються безплатно, часто в центральних місцях міст і селищ, у громадському транспорті, разом з іншими газетами або окремо від дверей до дверей. Доходи таких газет базуються на рекламі. Вони публікуються на різних рівнях частоти, наприклад щодня, щотижня або щомісяця.

## Витоки

#### Німеччина
У 1885 р. було започатковано General-Anzeiger für Lübeck und Umgebung (Німеччина). Газету було засновано в 1882 році Чарльзом Коулманом (1852–1936) як безплатну рекламну газету, що видавалася двічі на тиждень у північнонімецькому місті Любек. У 1885 році газета виходила щодня. Від початку General-Anzeiger für Lübeck мав змішану модель, за 60 пфенігів її доставляли додому протягом трьох місяців. Однак невідомо, коли припинилося безплатне розповсюдження. На веб-сайті компанії зазначено, що «проданий» тираж у 1887 році становив 5000 примірників; у 1890 р. загальний тираж становив 12800 примірників.

#### Австралія
У 1906 році вийшла австралійська газета Manly Daily. Вона була розповсюджена на поромах до Сіднея, а тепер публікується як безплатна спільнота щодня від Rupert Murdoch's News Ltd.

#### Об'єднане Королівство
У 1984 році в Бірмінгемі, Англія, вийшла газета Birmingham Daily News. Він розповсюджувався безплатно в будні дні серед 300 000 домогосподарств у Вест-Мідлендсі і був першим безплатним щоденником у Європі. Він був прибутковим до початку рецесії 1990-х років, коли його тодішні власники Reed Elsevier перетворили на тижневик. До 1992 року низка колишніх платних місцевих газет у Сполученому Королівстві, таких як Walsall Observer, були закриті та перетворені на безплатні газети (іноді їх називають «freesheets»).

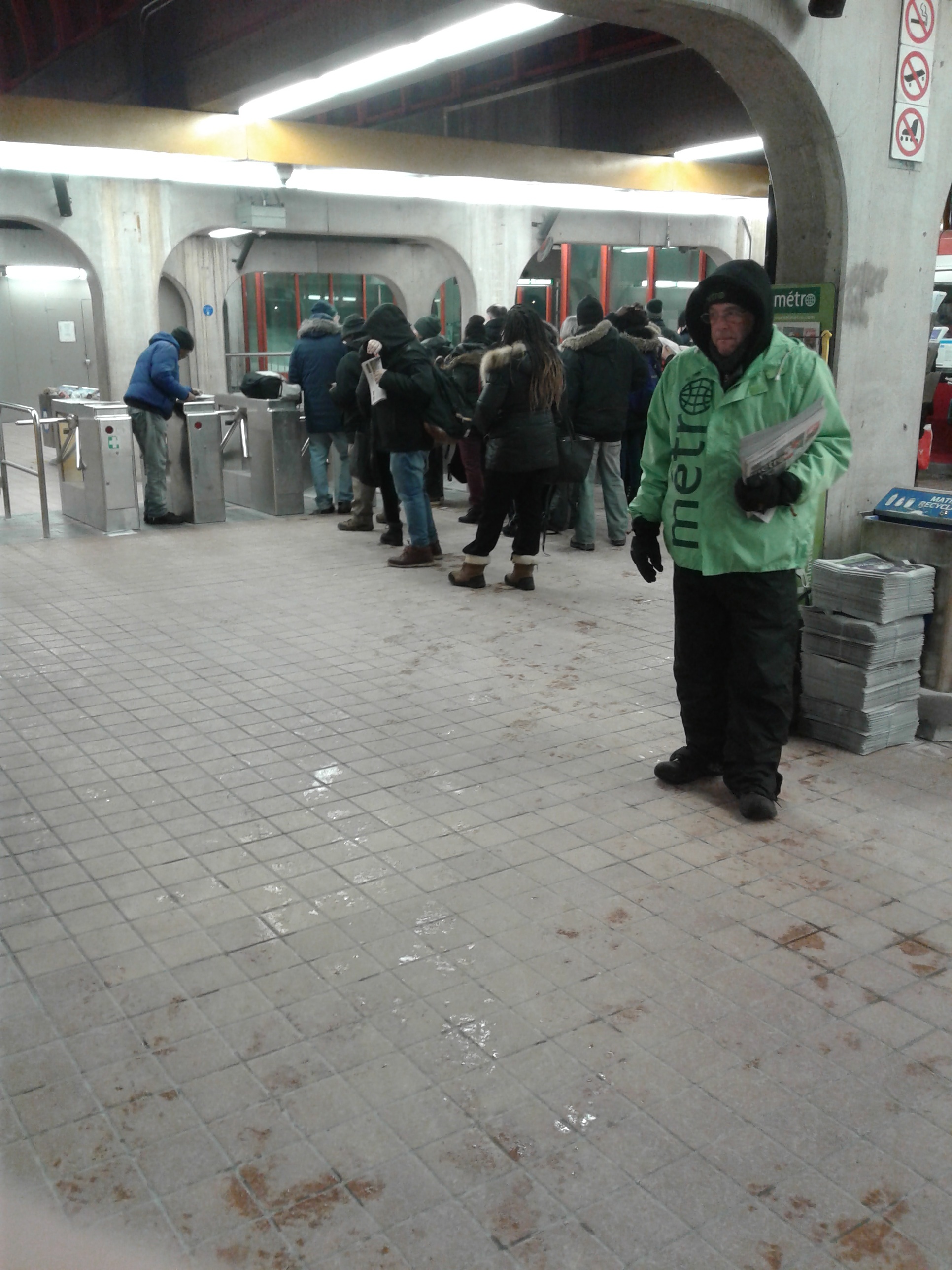
Розповсюдження метро в Монреальському метро, Канада

У 1995 році, в тому ж році, коли почали виходити Palo Alto Daily News, Metro запустив, можливо, першу безплатну щоденну газету, що поширюється в громадському транспорті в Стокгольмі, Швеція. Пізніше Metro запустив безплатні газети в багатьох європейських та інших країнах. У Великобританії група Daily Mail і General Trust запустили власне видання Metro) у Лондоні в 1999 році, випередивши Metro International на лондонському ринку. Зараз газета виходить 13 видань по всій країні, а загальна аудиторія складає 1,7 мільйона осіб.

#### США
Безплатні газети в Сполучених Штатах ведуть свою історію з 1940-х років, коли видавець Волнат-Крік, Дін Лешер заснував те, що, на думку багатьох, було першим безплатним щоденником, тепер відомим як Contra Costa Times. У 1960-х роках він перевів цю газету та три інші в окрузі на платний тираж.
На початку 1970-х років у Боулдері, штат Колорадо, регенти Університету Колорадо вигнали студентську газету Colorado Daily з кампусу через редакційні статті проти війни у В’єтнамі . Регенти сподівалися, що газета загине; натомість він став зосереджуватися на спільноті як безплатний таблоїд, що виходить п’ять днів на тиждень.
У наступні десятиліття в Колорадо відкрилася низка безплатних щоденних газет, заснованих переважно випускниками Колорадського університету. Безплатні щоденні газети відкрито в Аспені (1979, 1988), Вейлі (1981), Брекенрідж (1990), Гленвуд-Спрінгс (1990); Grand Junction (1995); Steamboat Springs (1990); і Telluride (1991).
У 1995 році засновники безплатних щоденних газет в Аспені та Вейлі об’єдналися, щоб запустити Palo Alto Daily News у Пало-Альто, місті приблизно в 20 милях на південь від Сан-Франциско. Газета Пало-Альто була прибутковою протягом дев’яти місяців після її запуску та зазвичай містить понад 100 роздрібних (несекретних) оголошень на день.

## Таблоїдизація
Успіх нової безплатної щоденної газети наслідували й інші видавці. У деяких країнах вийшли безплатні тижневики або півтижневики (Норвегія, Франція, Росія, Португалія, Польща). У Москві півтижневик (у жовтні 2004 року розширений до трьох разів на тиждень) також називається «Метро». У Нідерландах є місцевий безплатний тижневик, який виходить чотири рази на тиждень. Також дуже ймовірно, що швидка таблоїдизація в Західній Європі (Велика Британія, Ірландія, Швеція, Бельгія, Нідерланди) якось пов’язана з успіхом безплатних таблоїдів. Зараз у Німеччині є чотири так звані компактні дешеві газети.